# Heimliche Blicke
Heimliche Blicke (jap. ノ・ゾ・キ・ア・ナ, No-Zo-Ki-A-Na, dt. etwa „das Voyeurloch“) ist eine Manga-Serie von Wakō Honna, die von 2009 bis 2013 in Japan erschien. Das Werk wurde in mehrere Sprachen übersetzt und in Form einer Original Video Animation als Anime sowie als Realfilm adaptiert. In der erotischen Serie geht es um die Beziehung eines Studenten zu seiner Kommilitonin und Nachbarin, die ihn zwingt, durch ein Loch in der Wand ihrer Wohnungen sich gegenseitig zu beobachten.
Seit dem 24. März 2012 läuft Wakō Honnas Nachfolgeserie Nozomi & Kimio, die eine ähnliche Grundthematik, jedoch mit jüngeren Protagonisten besitzt. Die Serie wird auch als Spin-off zu Heimliche Blicke vermarktet, hat jedoch von der Handlung her keine Verbindung zu dieser.

## Inhalt
Der 18-jährige Tatsuhiko Kido (城戸 瀧彦) zieht vom Land nach Tokio, um dort an der Kunsthochschule zu studieren. In seiner neuen Wohnung entdeckt er ein Loch, durch das er in die benachbarte Wohnung schauen kann. Als er das seiner Nachbarin Emiru Ikuno (生野 えみる) mitteilen will, wird er von ihr hereingelegt und mit einem kompromittierenden Foto erpresst. Er soll sie weiterhin durch das Loch beobachten und auch sie will ihn beobachten. So werden sie gegenseitig Zeuge ihrer sexuellen Erlebnisse. Da jedoch beide Gefühle füreinander entwickeln, kommen viele Probleme auf sie zu. 

## Veröffentlichung
Der Manga erschien in Japan vom 23. Januar 2009 bis 1. Februar 2013 in Shogakukans Handy-Manga-Magazin Moba Man und ist damit ein Webmanga. Die Kapitel wurden von November 2009 bis Februar 2013 auch in Form von 13 Sammelbänden veröffentlicht. Vom 30. Januar 2013 bis 30. April 2014 erschienen zudem vollständig kolorierte Neuauflagen aller Bände.
Bis April 2014 wurden die Kapitel insgesamt 40 Millionen bei Moba Man heruntergeladen und die Sammelbände verkauften sich über 3 Millionen Mal.
Eine französische Ausgabe kam bei Kurokawa heraus, eine chinesische in Taiwan bei Tong Li. Kazé Deutschland veröffentlichte alle 13 Bände von April 2013 bis April 2015 in Deutschland.

## Adaptionen

### Anime
2013 produzierte das Studio Fantasia unter der Regie von Katsuhiko Nishijima eine Anime-Adaption des Mangas. Das Drehbuch schrieb Masahiro Okubo und das Charakterdesign entwarf Masaaki Sakurai. Am 28. Februar erschien die Original Video Animation auf DVD als Beilage zur limitierten Fassung des letzten Mangabandes. Eine Blu-Ray-Fassung wurde am 24. Mai 2013 veröffentlicht.
Der Abspanntitel Going to Ride wurde von der Girl-Group predia gesungen und erschien auf deren Minialbum Escort me?
Das Anime-Label Kazé gab am 8. November 2015 bekannt, die Rechte an der OVA erworben zu haben. Eine Veröffentlichung der OVA auf DVD und Blu-ray erfolgte am 12. Mai 2017. Die FSK ist 18 Jahre, die Laufzeit beträgt ca. 54 Minuten. 

#### Synchronsprecher
| Rolle           | Japanische Stimme | Deutsche Stimme   |
| --------------- | ----------------- | ----------------- |
| Tatsuhiko Kido  | Daisuke Hirakawa  | Fabian Oscar Wien |
| Emiru Ikuno     | Sara Kirigamine   | Nicole Hannak     |
| Yuri Kotobiki   | Mayu Hino         | Josephine Schmidt |
| Makiko Terakado | Yuka Hirata       | Angelina Geisler  |
| Shouko Honnami  | Oma Ichimura      | Silvia Mißbach    |
| Makoto Horii    | Toru Kinoshita    | Bastian Sierich   |
| Yoneyama        |                   | Felix Spieß       |

### Realfilm
Im März 2014 wurde die Adaption des Manga als Realfilm bekanntgegeben. Dieser kam am 28. Juni 2014 in die Kinos. Regie führen Ataru Ueda und Kensuke Tsukuda, während die Hauptrollen von Atsumi als Tatsuhiko und Chocolat Ikeda als Emiru gespielt wurden.